# Zuavi pontifici
(Generale Athanase de Charette)
Il battaglione degli Zuavi pontifici fu un corpo militare dello Stato Pontificio.
Creato il 1º gennaio 1861 sul modello dei corpi di zuavi dell'esercito francese, era costituito da volontari, in maggioranza francesi, belgi e olandesi, giunti nello Stato per difenderlo da eventuali attacchi militari del Regno d'Italia, che premeva per la presa di Roma al fine di completare l'unità d'Italia. La sua storia si identifica con l'ultimo decennio di vita dello Stato della Chiesa (1860-1870). Il reggimento fu licenziato il 21 settembre 1870, il giorno dopo la presa di Roma.

## Storia

### La creazione

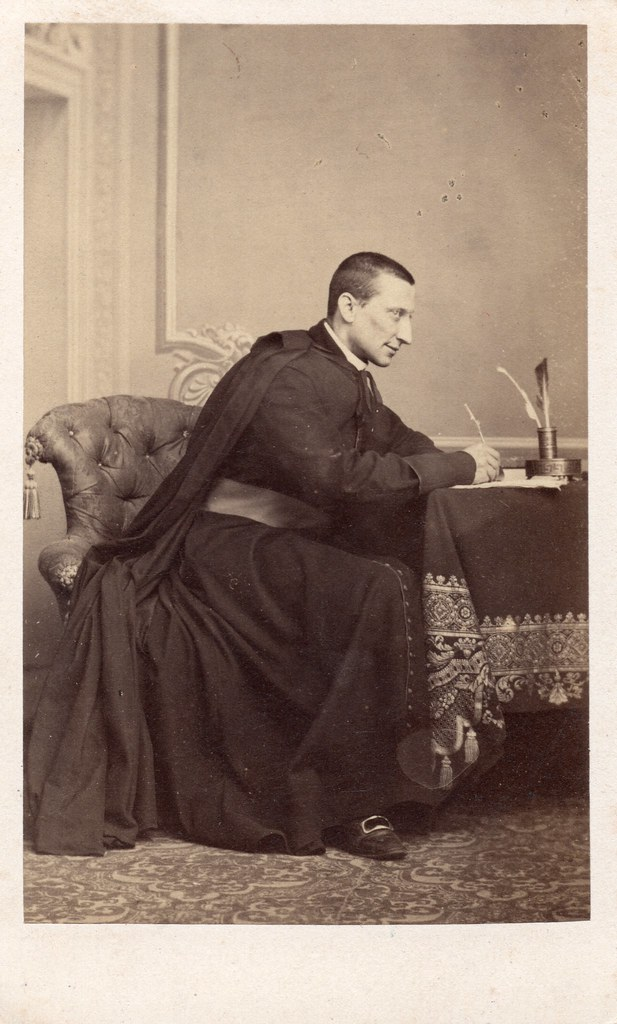
De Merode, proministro alle armi (1860-1865).

Nel 1860 la sorte dello Stato pontificio appariva assai critica, nel disinteresse delle potenze cattoliche d'Europa. Fu allora che il cameriere personale del papa Pio IX monsignor Francesco Saverio de Mérode, ex militare della Legione straniera francese divenuto proministro delle Armi della Santa Sede, decise di fare appello al generale de Lamoricière perché riorganizzasse l'esercito pontificio e ne prendesse il comando. De Lamoricière accettò la proposta di comandare l'esercito pontificio, rispondendo che «un figlio non può non rispondere alla chiamata di un padre».
Per aumentare gli effettivi, Lamoricière ricorse all'arruolamento volontario, facendo appello ai cattolici presenti negli stati europei. Belgi e francesi costituirono un battaglione di tiratori franco-belgi agli ordini del visconte Louis de Becdelièvre, al quale si deve l'uniforme del corpo, ispirata a quella degli zuavi, ma adattata alla temperatura di Roma. L'idea trovò il sostegno di monsignor de Merode e del papa in persona, sicché questi tiratori furono chiamati «Zuavi pontifici» ancora prima della creazione ufficiale del corpo.
Con la sconfitta delle truppe pontificie alla battaglia di Castelfidardo, il 18 settembre 1860, lo Stato pontificio si trovò ridotto al solo Lazio. Il disastro fece allora affluire i volontari a Roma: il battaglione degli zuavi pontifici fu costituito inizialmente dai tiratori franco-belgi e dagli irlandesi del Battaglione di san Patrizio. Ad essi si erano aggregati, prima della battaglia, i pochi "crociati" di Henri de Cathelineau. Il comando, affidato al colonnello de Becdelièvre, passò presto al colonnello svizzero Joseph-Eugéne Allet, un ufficiale da lungo tempo al servizio del papa.

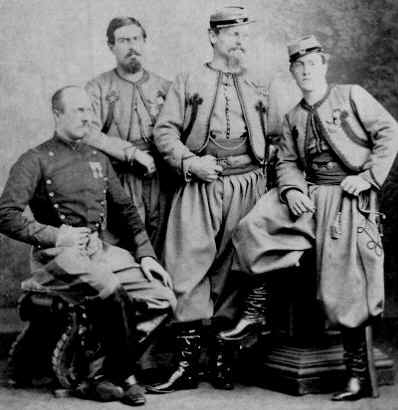
I fratelli de Charette, detti "I Moschettieri del Papa". Al centro si nota Athanase, comandante degli Zuavi pontifici dal 1860 al 1870.

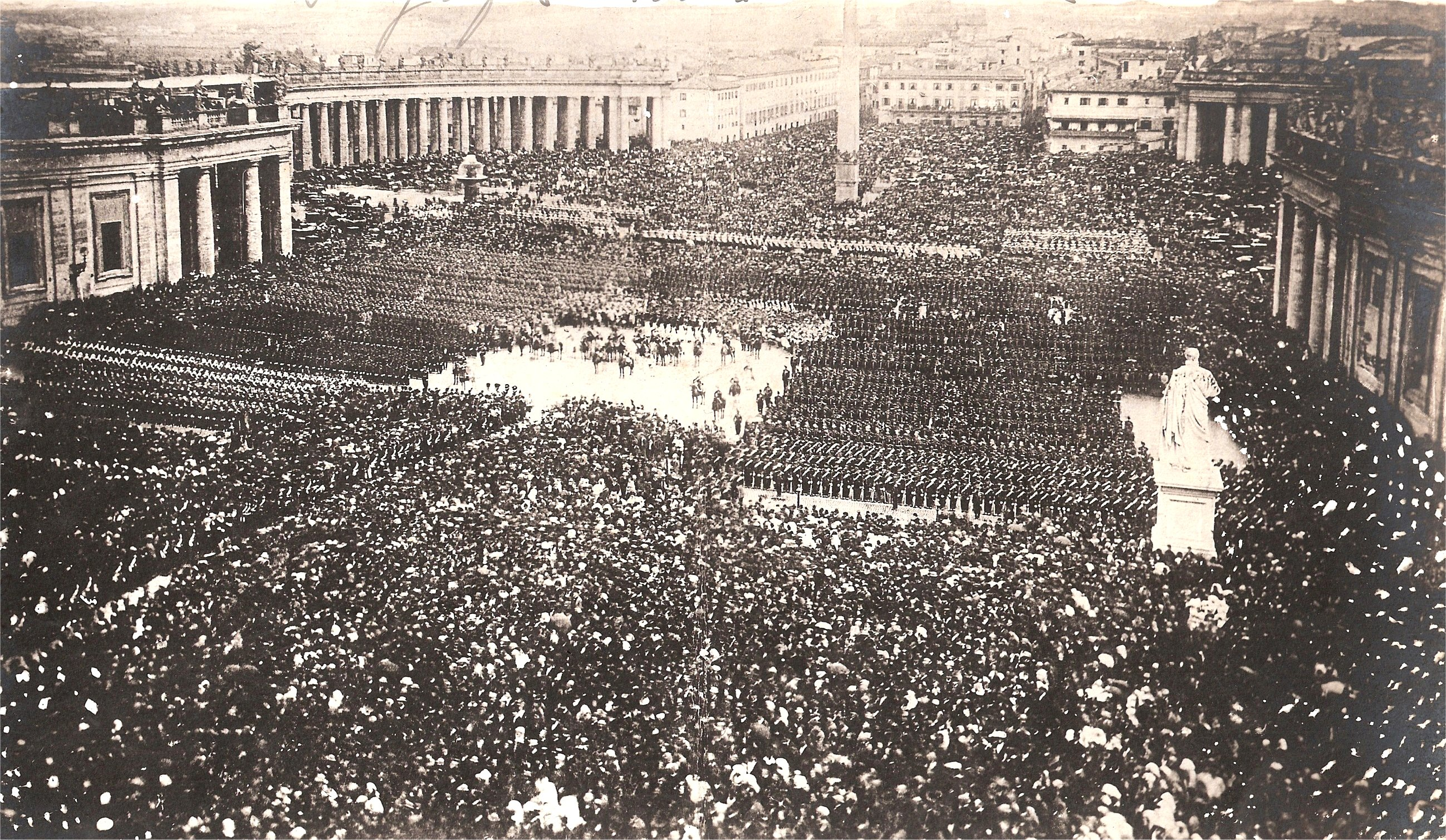
Il Papa Pio IX benedice le sue truppe in Piazza San Pietro il 25 aprile 1870. La discalia manoscritta specifica che si tratta di 20.000 svizzeri e francesi, e che questa fu l'ultima benedizione prima della Breccia di Porta Pia, l'8 settembre di quell'anno.

### La campagna del 1867 e Mentana
Il 1º gennaio 1867 il corpo fu riorganizzato come reggimento, dopo aver dato buone prove nella repressione del brigantaggio. Nell'estate dello stesso anno gli zuavi furono chiamati a soccorrere la popolazione del Lazio meridionale colpita gravemente dal colera. Giunti ad Albano, 42 zuavi comandanti dal sergente Serio, napoletano, trovarono il paese in situazioni drammatiche, nella piazza principale erano ammucchiati morti in stato di decomposizione. Rimanevano insepolti perché gli abitanti avevano paura di contrarre il morbo. Il giorno seguente arrivò il tenente de Resimont che, con il suo sergente maggiore de Morin, diede l'esempio: raccolse un cadavere e lo portò nel cimitero. Così durante il giorno e tutta la notte gli zuavi diedero sepoltura ai cadaveri che si trovavano per le strade del paese. Li raggiunsero anche altri zuavi tra cui de Charette, de Troussures e de Veaux (che morì a Mentana). Seguì poi l'arrivo del generale Kanzler che non solo portò il messaggio di gratitudine di Pio IX agli zuavi ma donò alcune onorificenze a chi si era distinto per la sua abnegazione (come de Resimont, il Nobile Luigi Maria Tuccimei, de Morin, ...). Al termine dell'operazione ritornarono nelle caserme romane. Furono sei gli zuavi morti ad Albano soccorrendo la popolazione colpita dal morbo.
A fine di settembre i garibaldini tentarono l'invasione dello Stato pontificio. Convinti di aver ragione sul dominio pontificio, tentarono di suscitare l'insurrezione di Roma, appoggiandosi ai membri romani dell'Associazione italiana. Mentre i soldati combattevano sui campi di battaglia, un gruppo di fiancheggiatori dei garibaldini tentò di provocare una sollevazione in città con un attentato. Il 22 ottobre fu fatta scoppiare una bomba alla caserma Serristori, sita nel rione Borgo, provocando la morte di 23 degli zuavi che vi erano acquartierati, oltre a quella di quattro civili. La sollevazione popolare della città tuttavia non scattò, bloccata, ancor prima di iniziare, da decise azioni di polizia, coadiuvata dagli stessi zuavi.
Il 26 ottobre Garibaldi occupò Monterotondo: la strada verso Roma era spianata. Ma il generale, prudentemente, non diede l'ordine di attaccare le mura prima che la città fosse insorta. Il 29 ottobre avanzò sino a villa Spada e al Ponte Nomentano, nella speranza di suscitare, con la sua presenza, la ribellione in Roma. Ma essa non si verificò. Il 30 Garibaldi tornò sui propri passi a Monterotondo. Nel frattempo - il 27 ottobre - Vittorio Emanuele II emanò il proclama che disapprovava l'azione garibaldina, e non pochi dei circa 8.000 effettivi di Garibaldi disertarono l'azione.
Pochi giorni dopo il proclama di Vittorio Emanuele, la Francia inviò un corpo di spedizione in difesa dello Stato Pontificio. Il 29 ottobre sbarcò a Civitavecchia e poi raggiunse Roma. La controffensiva pontificia, il 3 novembre, fu guidata dal pro-ministro delle Armi, generale Hermann Kanzler, a capo di una forza di circa 8.000 uomini costituita da carabinieri pontifici, zuavi e volontari francesi della "legione d'Antibes". La battaglia si concentrò a sud di Mentana, mentre Garibaldi cercava di trasferire i suoi uomini verso Tivoli: i pontifici conseguirono la vittoria. Il 6 novembre le truppe franco-pontificie sfilarono vittoriose a Roma e i popolani che vi assistettero gridavano "Viva Pio IX, viva la Francia, viva gli zuavi, viva la religione!".
In seguito Pio IX fece erigere al centro del Pincetto Vecchio, nel cimitero del Verano, un monumento in ricordo dei caduti pontifici del 1867.

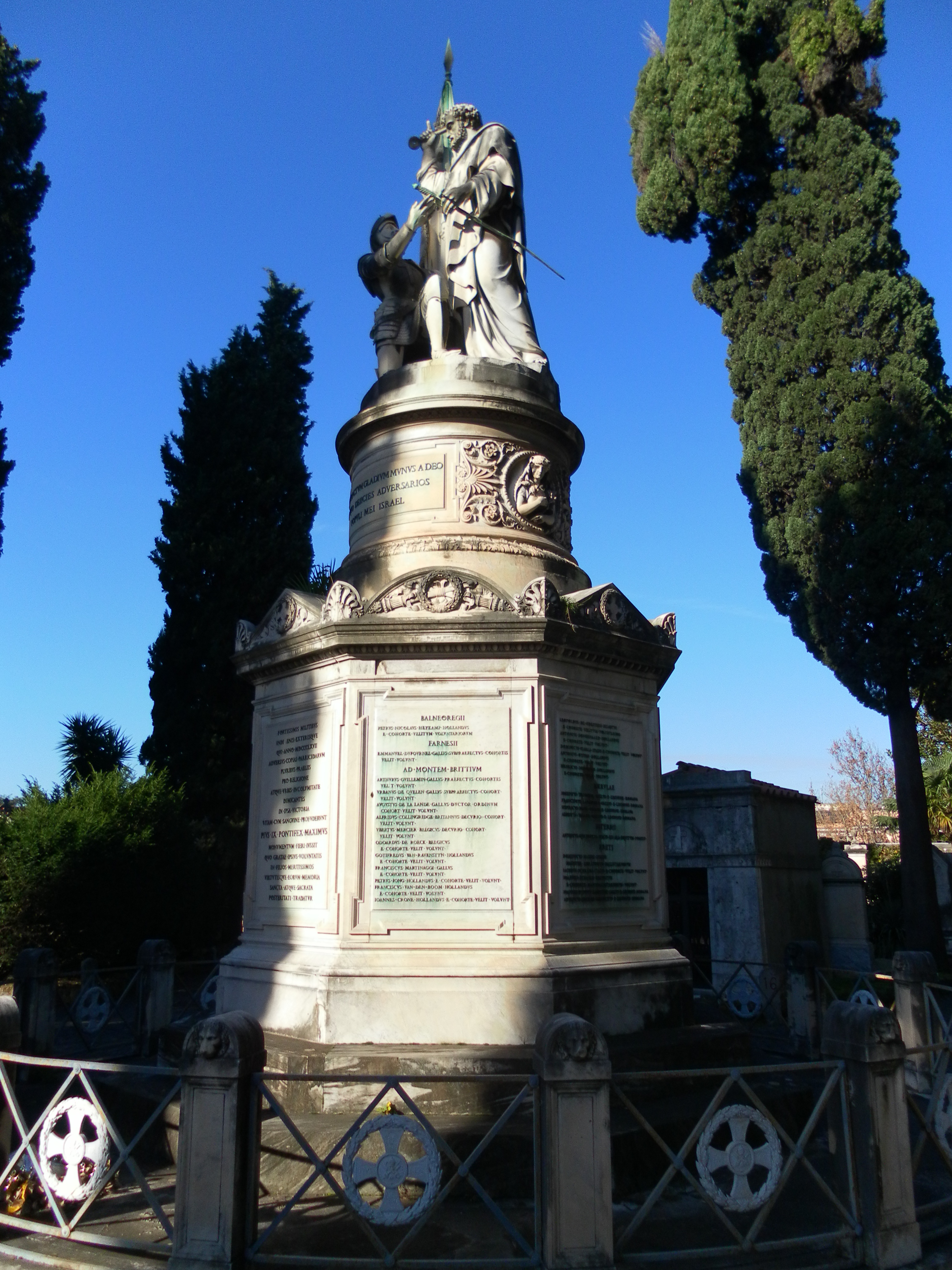
Il Monumento ai Caduti Pontifici al Cimitero del Verano.

### La caduta di Roma e la fine
La guerra franco-prussiana del 1870 provocò la ritirata delle truppe francesi da Roma. Il Regio Esercito, comandato dal generale Raffaele Cadorna, ne approfittò per invadere lo Stato pontificio. A fronte dei 50.000 italiani, gli effettivi pontifici non superavano i 13.000, di cui 3.000 zuavi. Kanzler decise perciò di concentrare le proprie forze nella difesa di Roma. Ai primi colpi di cannone, il 20 settembre, il papa chiese al generale di cessare il fuoco. Nei combattimenti morirono 11 zuavi.

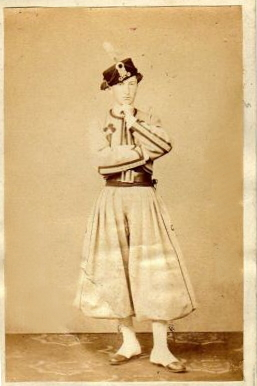
Zuavo pontificio fotografato da Michele Mang (1870)

Attilio Vigevano ricorda un fatto singolare che accadde al maggiore de Troussures, lo zuavo che si ritrovò a comandare i suoi commilitoni a Porta Pia. Sembra infatti che durante il combattimento ebbe un presentimento della sua morte in Francia che avvenne qualche mese dopo nella battaglia di Loigny: «...Parrebbe che il maggiore de Troussures, indicando sulla via Salara la chiesa di Trasone e Saturnino e la zona delle antiche catacombe estendesi oltre la tomba del tribuno Peto, dicesse di udire le voci dei cristiani seppelliti vivi nelle catacombe di Crisando e Dario, chiamarlo perché li raggiungesse...»
Riferisce sempre Attilio Vigevano un altro aneddoto: gli zuavi, durante il combattimento, si fermarono ad intonare il loro canto preferito, quello dei Crociati di Cathelineau:
«Intonato dal sergente Hue, e cantato da trecento e più uomini, l'inno echeggiò distinto per alcuni minuti; il capitano Berger ne cantò una strofa ritto sulle rovine della breccia colla spada tenuta per la lama e l'impugnatura rivolta al cielo quasi a significare che ne faceva omaggio a Dio; presto però illanguidì e si spense nel ricominciato stridore della fucilata, nel raddoppiato urlio, nel tumulto delle invettive»
Il loro reggimento fu sciolto l'indomani. Prima di partire per ritornare in patria, gli zuavi, per l'ultima volta, si ritrovarono in Piazza San Pietro a salutare Pio IX. Ecco il racconto dello zuavo irlandese O'Clery:
«Quando tutti i soldati furono schierati, rivolti verso il Vaticano e pronti a partire, il colonnello Allet fece un passo avanti e, con la voce rotta dall'emozione, gridò: "Mes enfants! Vive Pie Neuf! ". Un poderoso evviva proruppe dalla truppa. Proprio in quel momento il Papa apparve al balcone, e, levando le mani al cielo, pregò: "Che Iddio benedica i miei figli fedeli! ". L'entusiasmo di quel momento supremo fu indescrivibile. Con un frenetico Eljen! uno zuavo ungherese sfoderò la spada e subito, con un simultaneo struscio di acciaio, migliaia di spade sguainate brillarono al sole. La scena fu assolutamente commovente.  Al pensiero di lasciare il Santo Padre, lacrime di amarissimo rimpianto solcarono le guance di quegli uomini, che avevano sfidato la morte in tante disperate battaglie. Le trombe diedero l'ordine di avanzare e, nel muoversi, la testa della colonna lanciò un ultimo triste grido di "Viva Pio IX!" che, riecheggiato fila dopo fila, fu ripetuto da tutto l'esercito e dalla folla radunatasi per assistere alla partenza. »
Successivamente, i francesi vennero imbarcati alla volta di Tolone. Nella nave che li riportava in patria il colonnello Allet distribuì ad ognuno piccoli lembi della bandiera del reggimento, in modo che ogni zuavo potesse portare con sé un ricordo di quel periodo trascorso a Roma in difesa dello Stato Pontificio. Rivolse loro anche un ultimo saluto: 
(Piero Raggi, La Nona Crociata, Libreria Tonini Ravenna, p. 37.)

### L'impegno nella guerra franco-prussiana

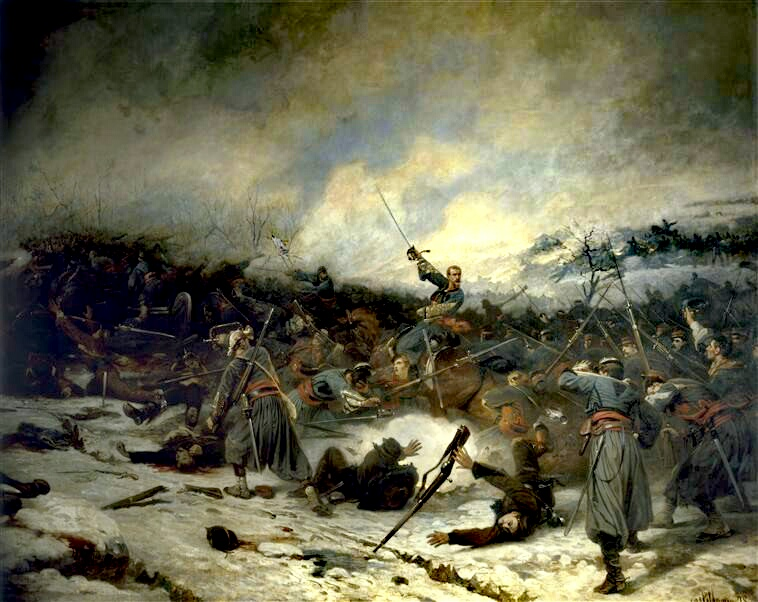
"La battaglia di Loigny" di C.Castellani (1879). Si noti al centro de Charette.

«...Bella fu la condotta degli zuavi pontifici in Francia: fede ed amor di Patria sposandosi alla combattività produssero un eroismo tanto più elevato in quanto sventurato.»
Al ritorno in Francia, de Charette, pronipote di François-Athanase Charette de La Contrie, offrì i propri servigi alla difesa nazionale, che lo autorizzò a fondare un corpo franco lasciandogli libertà d'azione e l'uniforme da zuavo, ma a condizione di cambiare il nome in Légion des volontaires de l'Ouest. La Legione partecipò onorevolmente alla guerra (memorabile fu la battaglia di Loigny dove gli zuavi combatterono eroicamente) e fu sciolta il 13 agosto 1871, dopo essere stata consacrata al Sacro Cuore di Gesù dal de Charette con queste parole:
«All'ombra di questa bandiera tinta dal sangue delle nostre più nobili e care vittime, io generale Barone de Charette, che ho l'insigne onore di comandarvi, consacro la Legione dei Volontari dell'Ovest, gli zuavi pontifici, al Sacro Cuore di Gesù, e con tutto il cuore e con tutta la mia fede di soldato io dico e prego tutti voi di ripetere con me: Cuore di Gesù salvate la Francia!»

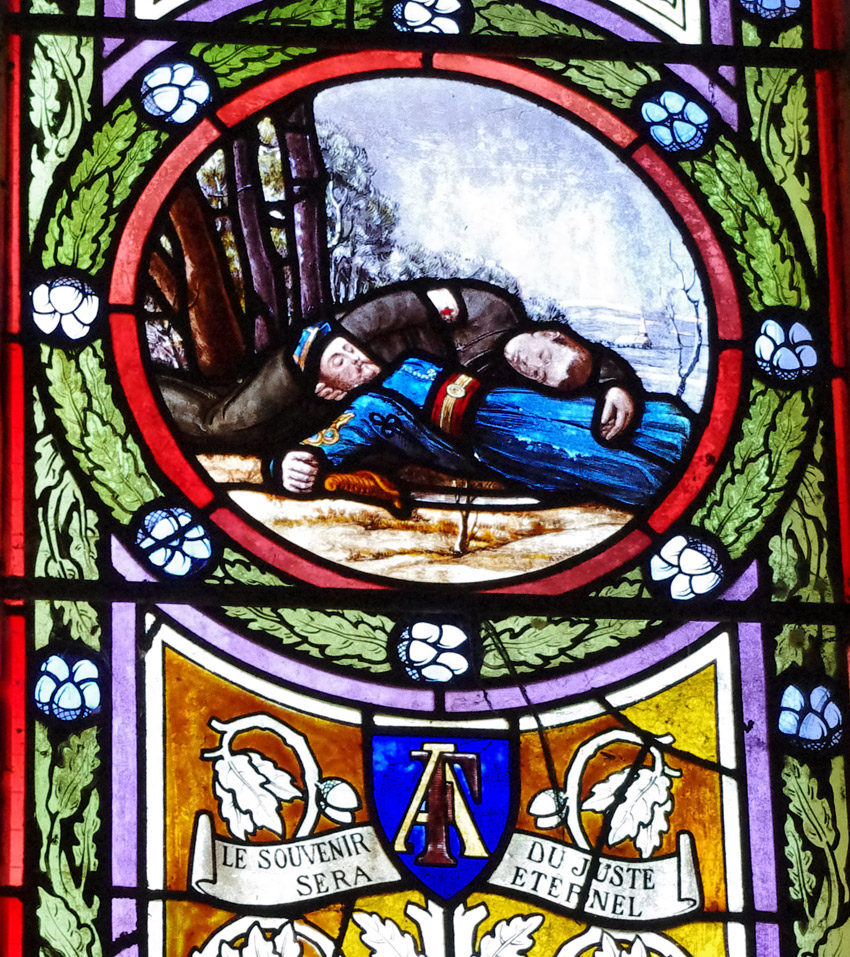
Vetrata raffigurante uno zuavo pontificio morto nella Guerra franco-prussiana.

Sempre il de Charette salutò per l'ultima volta la Legione, quando fu sciolta (sebbene il ministro della guerra Ernest Courtot de Cissey avesse proposto alla Legione di entrare nell'esercito regolare), nell'Ordine del Giorno del 13 agosto 1871:
«(...) egli (il ministro della guerra) ci aveva offerto la più bella ricompensa nazionale alla quale potessimo ambire proponendo a noi, corpo di Volontari, di far parte dell'esercito regolare.
Ben forti sono le ragioni che ci consigliano a rinunziare all'onore che ci viene offerto. Ma venuti in Francia come zuavi pontifici, non ci crediamo in diritto di vincolare la nostra libertà, né di introdurre nell'esercito un'uniforme che non ci appartiene: io ho dunque domandato il licenziamento.
Voi tornate ai vostri focolari, ma il vostro compito non è finito.
Uniti e compatti vi siete battuti su diversi campi di battaglia: vi sovvenga che il sangue sparso è legame più forte di un giuramento: se la Francia farà appello di nuovo al patriottismo de' suoi figli, voi tutti accorrerete alla prima chiamata, il ministro fa assegnamento sopra di voi, ed io ne sono sicuro.
Arrivederci, miei cari camerati, col cuore profondamente commosso io mi separo da voi.  Non è senza dolore che si estingue un'esistenza di undici anni, in cui tutto era comune, gioie, dolori e sacrifici.
Ciò nullameno non ci lasciamo abbattere: ancor ci rimangono due grandi cose: la fede nella nostra causa, che è pur quella della Chiesa e della Francia e la speranza del trionfo. Serbiamoci degno della causa, Dio ci darà il trionfo. Generale de Charette»
Alcuni figli di zuavi combatterono nella prima guerra mondiale: le loro vicende sono descritte nel libro "Régiment des Zouaves Pontificaux. Franco-belges, Zouaves, Volontaires de l'Ouest et leurs familles pendant la guerre de 1914-1918."

## Composizione dell'organico

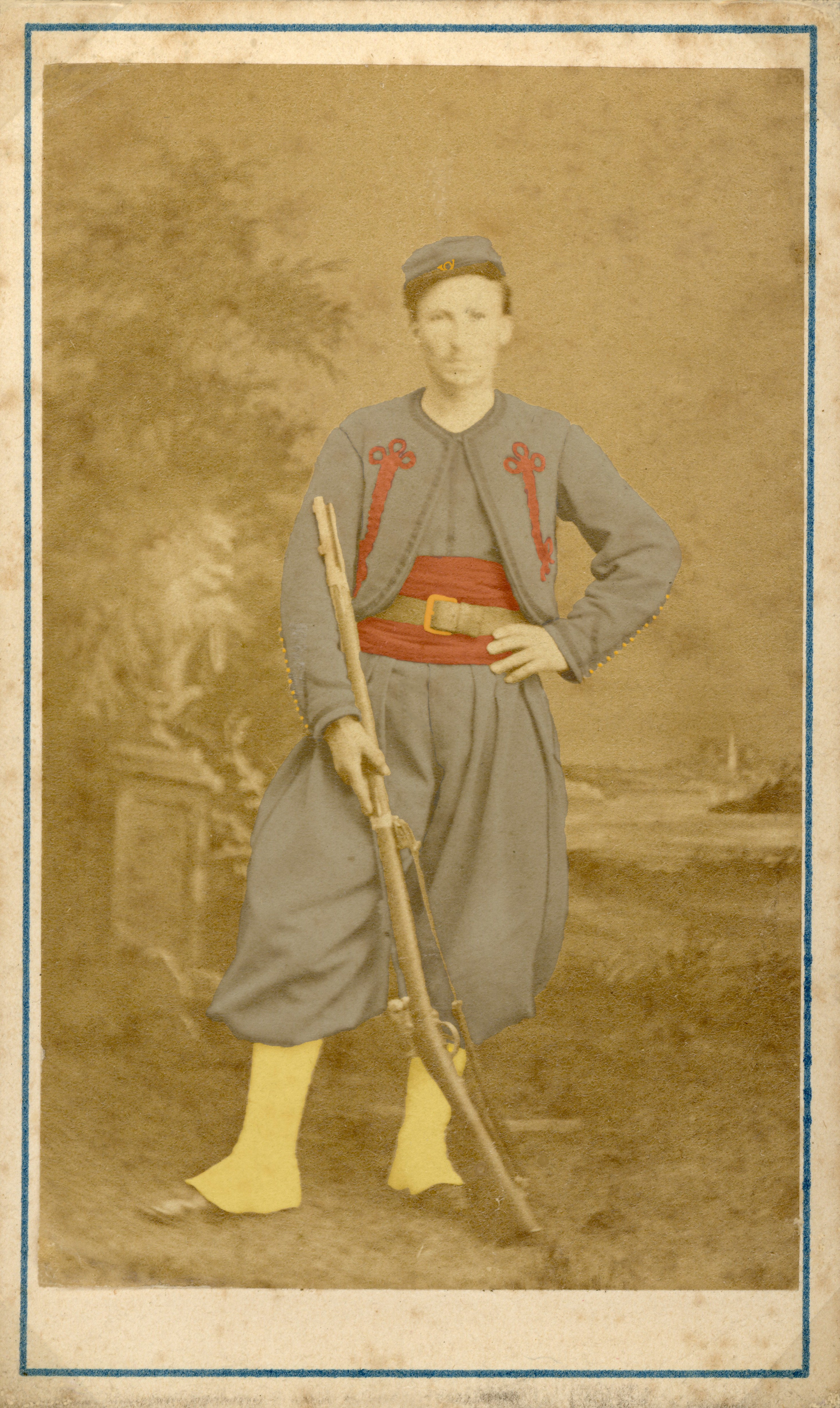
Magloire Roussel, zuavo pontificio (1869).

Fino al 1864 il battaglione degli zuavi contava dai 300 ai 600 uomini. La forza salì a 1.500, poi a 1.800, fino a raggiungere le 3.200 unità poco prima della presa di Roma. Tra il 1861 e il 1870 si avvicendarono nel corpo oltre 10.000 nuovi arruolati, provenienti da 25 diverse nazioni. I più numerosi erano gli olandesi, i francesi e i belgi, ma vi si trovavano anche svizzeri, tedeschi, italiani, canadesi e anche americani. Su 170 ufficiali, 111 erano francesi e 25 belgi. Il loro cappellano era monsignor Jules Daniel, di Nantes, assistito da due belgi, monsignor Sacré e monsignor de Wœlmont. La paga era di cinquanta centesimi al giorno, una razione di minestra, pane e caffè.

### Componente franco-belga
Per quanto riguarda i francesi, più di un terzo del totale provenivano dai dipartimenti della Bretagna e dei Paesi della Loira; altri contingenti non trascurabili provenivano da Nîmes e dal Massiccio Centrale. I belgi fiamminghi e gli olandesi erano spesso di estrazione popolare e attratti da alte paghe, mentre la nobiltà era ben rappresentata tra i francesi e i volontari belgi francofoni. Questi ultimi, in particolare, si dicevano mossi dall'attaccamento alla Chiesa cattolica romana e accreditavano l'impegno militare come una crociata per difendere la capitale del cattolicesimo e la libertà del Papa contro il rivoluzionario Giuseppe Garibaldi e il re anticlericale Vittorio Emanuele II, ma certamente il loro impegno religioso era tutt'uno con lo schieramento politico sul fronte legittimista. Alcuni vantavano, per esempio, tra i loro antenati e avi alcuni contro-rivoluzionari che combatterono nelle guerre di Vandea, come il generale de Charette o Henri de Cathelineau.

### Provenienti dall'Impero Britannico
In Inghilterra e nei paesi soggetti all'Impero britannico la propaganda cattolica era mal vista dai protestanti e dagli anglicani, che accusavano gli ambienti cattolici di "papismo". Nonostante ciò, la campagna di arruolamento volontario tra le file degli Zuavi pontifici riscosse un notevole successo. Un esempio fu il Canada.
Nel Québec, la provincia francofona e cattolica del Canada, la notizia della proclamazione del Regno d'Italia nel 1861 era arrivata nel bel mezzo di un'intensa lotta ideologica tra la Chiesa cattolica (appoggiata dalla maggioranza conservatrice del paese), e i Rouges, minoranza di radical-liberali (favorevole al suffragio universale, al libero scambio e all'annessione agli Stati Uniti) che veniva assimilata al fronte anti-papista in Italia.
L'arcivescovo di Montréal, Ignace Bourget, aveva lanciato un appello alle diocesi di tutto il mondo, affinché finanziassero la solidarietà con il Papa attraverso sottoscrizioni; in questo quadro vennero incoraggiati anche gli arruolamenti di giovani volontari nel corpo degli Zuavi. Dopo la vittoria franco-pontificia nella battaglia di Mentana (1867), la campagna fu intensificata, e nel 1868 furono complessivamente 388 i canadesi partiti alla volta di Roma. Nello Stato pontificio, le loro operazioni militari si limitarono generalmente a lunghi pattugliamenti nella campagna romana a caccia di briganti. Nessuno zuavo canadese fu ucciso in combattimento. Di quelli che non tornarono, uno si fece monaco, due si arruolarono nell'esercito francese e nove morirono di malattia. Nel Québec fu fondata una nuova città, Piopolis (1871), per ospitare i reduci della campagna d'Italia, e nel 1899 l'ex cappellano del battaglione fondò un'Associazione degli zuavi del Québec, organizzazione paramilitare che rimase in vita fino al 1984, quando formò la guardia d'onore per la visita pastorale di Giovanni Paolo II.

### Olandesi
Nei Paesi Bassi la propaganda cattolica ebbe molto successo e furono molti i giovani che partirono per Roma per arruolarsi nell'esercito pontificio. Si trattava per lo più di gente semplice ed anche povera, al massimo benestante, non appartenente a famiglie aristocratiche. Gli olandesi costituirono il gruppo più numeroso negli Zuavi pontifici, sebbene la maggior parte di loro fossero solo soldati semplici e non rivestissero alcuna carica importante (erano pochi infatti gli ufficiali olandesi). Tra i tanti olandesi che morirono, il nome più noto è Pieter Jansz Jong, caduto nella battaglia di Montelibretti.
Nei Paesi Bassi esiste una squadra di calcio dedicata agli Zuavi pontifici chiamata "Zouaven", che ha stemma bianco-rosso con chiavi decussate; a Oudenbosch esiste un museo dedicato agli Zuavi pontifici olandesi.

## Ideologia del corpo
(Antonmaria Bonetti, Il Volontario di Pio IX, p. 77)

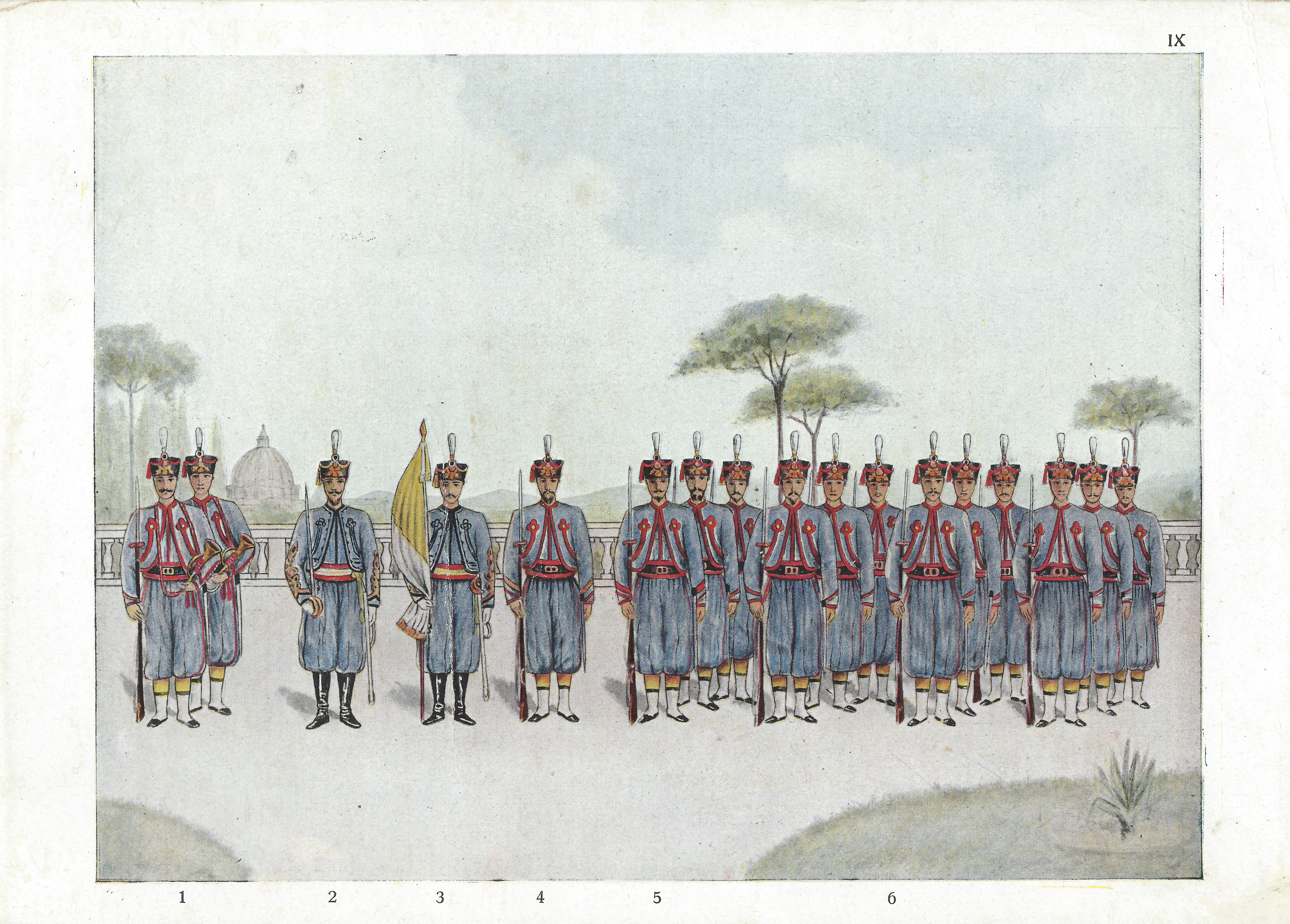
Divise degli Zuavi: 1 trombe, 2 tenente, 3 portabandiera, 4 sergente, 5 caporale, 6 soldati

Sul piano diplomatico ed economico la creazione del corpo degli zuavi pontifici è legata alla linea più tradizionalista della Curia romana dell'epoca, che trovava eco negli ambienti cattolici conservatori e legittimisti di tutto il mondo.
In tutto il mondo occidentale, numerosi sacerdoti lanciarono appelli ad arruolarsi in questo corpo, e gli zuavi caduti in battaglia apparivano agli occhi di molti come martiri moderni.
Sul piano militare rappresentavano uno dei migliori reggimenti dell'esercito pontificio, se non l'élite vera e propria. La loro disciplina fu frutto soprattutto del loro primo comandante de Becdelièvre che ebbe a dire: «il vero coraggio si mostra nelle prove giornaliere della vita militare più ancora che sul campo di battaglia». A tal proposito de Becdelièvre affermò anche: «Il coraggio dei miei uomini è cresciuto con le circostanze. La loro disciplina, la loro abnegazione, la loro energia e il loro ardore erano al di sopra di ogni lode. Per quasi tre mesi, loro dormivano sulla paglia, e più tardi non potevano dare loro che dei materassi senza lenzuola. [...] Io posso rendergli questa testimonianza, che guardando il loro benessere materiale, io non ho mai sentito un lamento né una domanda di miglioramento: questo è ciò che produce una fede viva nella verità di un grande principio!»
Il loro valore e il loro eroismo, al contrario, fu dovuto principalmente ai principi che li animarono. Significativo è ciò che dice lo studioso Lorenzo Innocenti: «[...] furono il "baluardo del Trono e dell'Altare" e contribuirono in maniera determinante con il loro volontariato mistico - contrapposto alla fede laica dei garibaldini e a quella monarchica delle truppe dell'esercito piemontese - a ritardare di qualche anno l'annessione dello Stato della Chiesa al resto d'Italia».
Lo stesso testo del giuramento prestato dai soldati è abbastanza rappresentativo delle motivazioni che li animavano:
Gli zuavi, in particolare, suscitarono un impegno finanziario non trascurabile da parte dei cattolici, soprattutto in Francia: oltre al già citato esempio di finanziamento da parte di nobili facoltosi, va notato che gli ufficiali dovevano spesso provvedere a proprie spese all'equipaggiamento (ciò spiega perché queste truppe godessero di un equipaggiamento relativamente moderno, come i noti fucili Remington mod. 1868).

## Galleria d'immagini

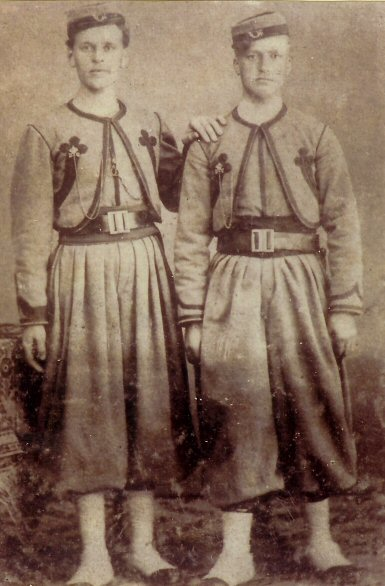
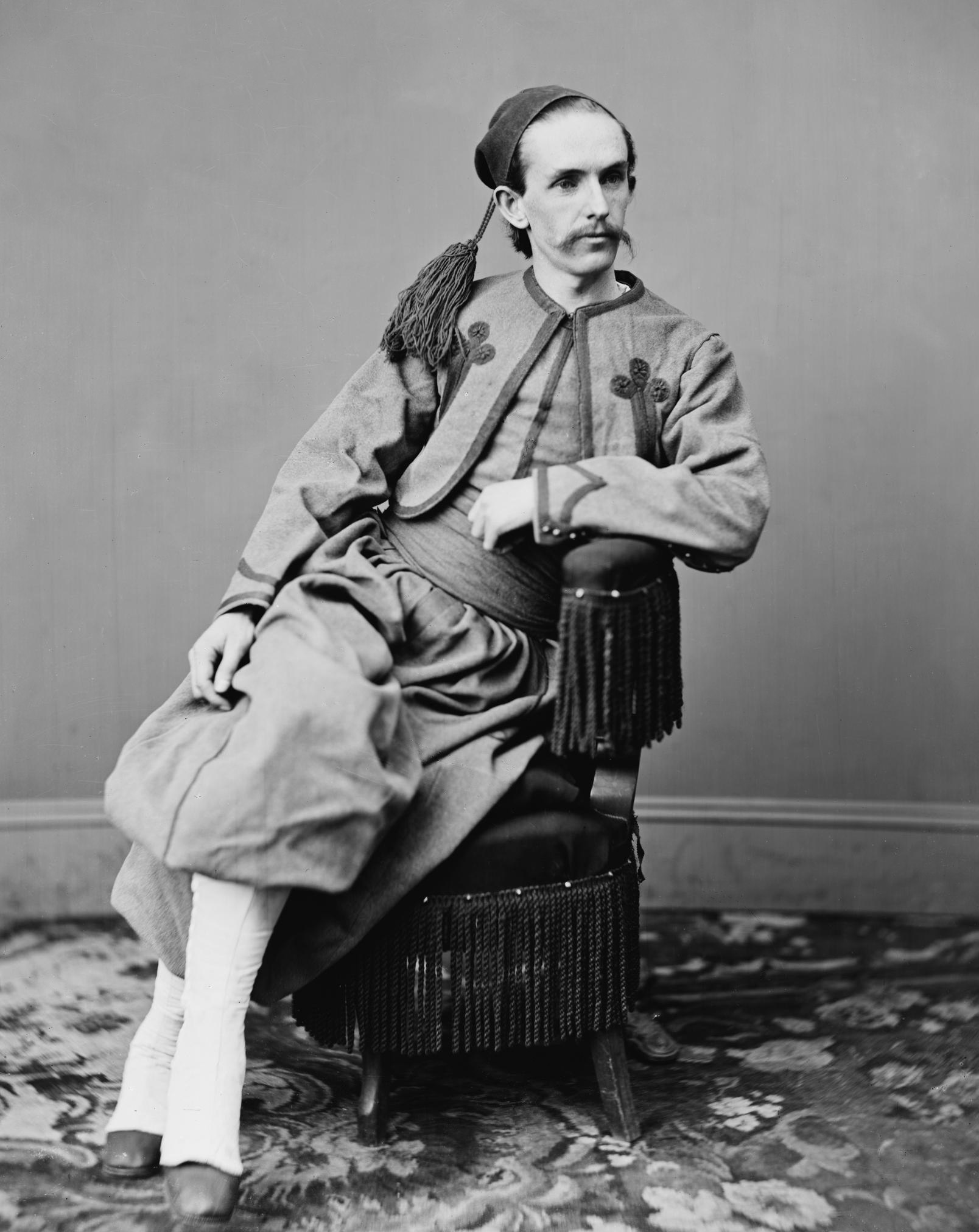
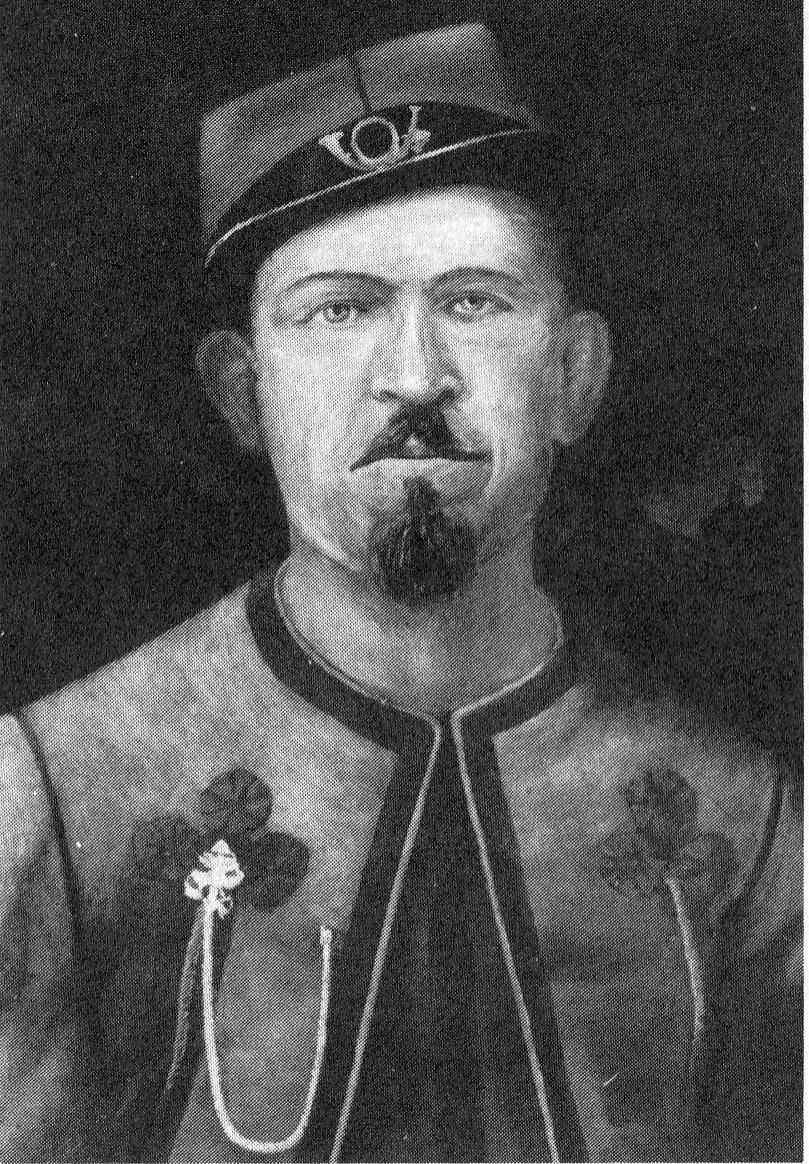
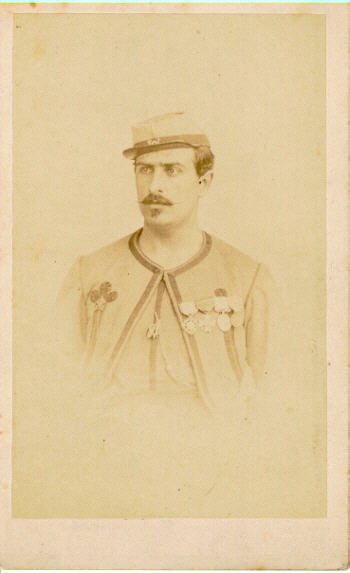
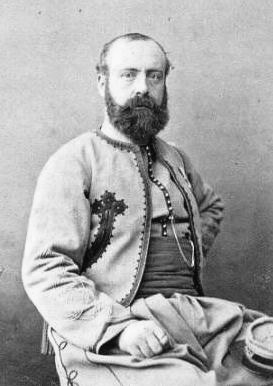
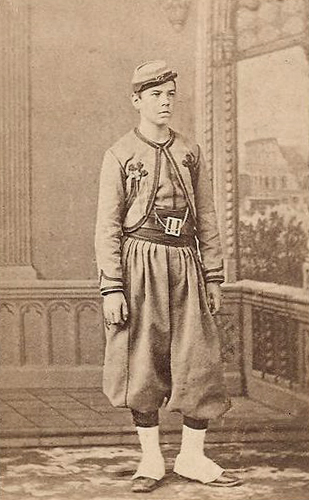